# 블레이드 엔터테인먼트
블레이드 엔터테인먼트(Blade Entertainment Co. Ltd.)는 대한민국의 아티스트 매니지먼트 기업이다. 본사는 서울특별시 강남구 언주로 702, 경남제약타워 5층에 위치해 있으며 대표이사는 홍상혁이다. 2024년에 블레이드크레이티브를 소규모합병하였다. 경남제약의 최대주주이기도 하다

## 소속 연예인
- 최윤영

## 전 소속
- 강신일

## 참고문헌
1. ↑  블레이드 Ent, 한국기업평가와 STO 사업 MOU 체결..."KRX 상장 준비 본격화", 뉴스핌, 2023년 12월 8일
2. ↑  블레이드 Ent, 블레이드크레이티브 소규모합병 결정, 이데일리, 2024년 4월 1일
3. ↑  블레이드Ent, 휴마시스 피인수 소식에 오름세, 이투데이, 2024년 5월 20일